# Добрік
Добрі́к — село в Солотвинській селищній громаді Тячівського району Закарпатської області України. Населення становить 1106 осіб (станом на 2001 рік).

## Географія
Село Добрік лежить за 19,4 км на захід від Рахова, фізична відстань до Києва — 534,8 км.
| Клімат Добріка          | Клімат Добріка | Клімат Добріка | Клімат Добріка | Клімат Добріка | Клімат Добріка | Клімат Добріка | Клімат Добріка | Клімат Добріка | Клімат Добріка | Клімат Добріка | Клімат Добріка | Клімат Добріка | Клімат Добріка |
| Показник                | Січ.           | Лют.           | Бер.           | Квіт.          | Трав.          | Черв.          | Лип.           | Серп.          | Вер.           | Жовт.          | Лист.          | Груд.          | Рік            |
| Середній максимум, °C   | 0,0            | 2,4            | 8,3            | 14,9           | 20,2           | 22,9           | 24,5           | 24,2           | 20,4           | 14,6           | 7,1            | 2,0            | 13,5           |
| Середня температура, °C | −3,6           | −1,3           | 3,7            | 9,5            | 14,4           | 17,3           | 18,7           | 18,3           | 14,7           | 9,3            | 3,6            | −0,9           | 8,6            |
| Середній мінімум, °C    | −7,1           | −4,9           | −0,9           | 4,1            | 8,7            | 11,7           | 13,0           | 12,5           | 9,0            | 4,1            | 0,2            | −3,8           | 3,9            |
| Норма опадів, мм        | 48             | 43             | 42             | 56             | 79             | 101            | 88             | 76             | 49             | 44             | 52             | 63             | 741            |
| ----------------------- | -------------- | -------------- | -------------- | -------------- | -------------- | -------------- | -------------- | -------------- | -------------- | -------------- | -------------- | -------------- | -------------- |
| Джерело:                |                |                |                |                |                |                |                |                |                |                |                |                |                |

## Історія
Першими поселенцями були вівчарі-втікачі. Вже в ті часи мешканці села мусили здавати за наказом цареградського патріарха частину врожаю і худоби на користь монастиря. За переказами, жителі села брали участь у національно-визвольній боротьбі 1703—1711 рр.

## Населення
Станом на 1989 рік у селі проживали 912 осіб, серед них — 445 чоловіків і 467 жінок.
За даними перепису населення 2001 року у селі проживали 1106 осіб. Рідною мовою назвали:
| Мова       | Кількість осіб | Відсоток |
| ---------- | -------------- | -------- |
| румунська  | 1087           | 98,28%   |
| українська | 7              | 0,63%    |
| російська  | 1              | 0,09%    |
| інші       | 11             | 1,00%    |

## Політика
Голова сільської ради — Шіман Нуцу Іванович, 1956 року народження, вперше обраний у 2006 році. Інтереси громади представляють 26 депутатів сільської ради:
| Партія                                 | Кількість депутатів | Відсоток |
| -------------------------------------- | ------------------- | -------- |
| самовисування                          | 18                  | 69,23%   |
| «Партія регіонів»                      | 5                   | 19,23%   |
| «Сильна Україна»                       | 2                   | 7,69%    |
| Всеукраїнське об'єднання «Батьківщина» | 1                   | 3,85%    |

На виборах у селі Добрік працює окрема виборча дільниця, розташована в приміщенні клубу. Результати виборів:
- Парламентські вибори 2002: зареєстрований 731 виборець, явка 27,36%, найбільше голосів віддано за Соціал-демократичну партію України — 26,00%, за блок «За єдину Україну!» — 10,00%, за Комуністичну партію України — 8,00%. В одномандатному окрузі найбільше голосів отримав Василь Йовдій (Блок Віктора Ющенка «Наша Україна») — 35,00%, за Ореста Климпуша (самовисування) — 19,50%, за Івана Вайнагія («Нова сила») — 3,00%[10].
- Вибори Президента України 2004 (перший тур): 343 виборці взяли участь у голосуванні, з них за Віктора Януковича — 56,27%, за Віктора Ющенка — 16,33%, за Олександра Яковенка — 8,16%[11].
- Вибори Президента України 2004 (другий тур): 550 виборців взяли участь у голосуванні, з них за Віктора Януковича — 82,73%, за Віктора Ющенка — 13,27%[12].
- Вибори Президента України 2004 (третій тур): зареєстровано 770 виборців, явка 32,47%, з них за Віктора Януковича — 74,40%, за Віктора Ющенка — 18,00%[13].
- Парламентські вибори 2006: зареєстрований 781 виборець, явка 30,47%, найбільше голосів віддано за Партію регіонів — 49,16%, за Опозиційний блок «Не так!» — 11,34%, за блок Наша Україна — 9,24%[14].
- Парламентські вибори 2007: зареєстрований 741 виборець, явка 23,62%, найбільше голосів віддано за Партію регіонів — 24,00%, за блок Наша Україна — Народна самооборона — 22,29%, за Блок Юлії Тимошенко — 15,43%[15].
- Вибори Президента України 2010 (перший тур): зареєстрований 841 виборець, явка 20,57%, найбільше голосів віддано за Віктора Януковича — 63,01%, за Юлію Тимошенко — 9,25%, за Сергія Тігіпка — 8,67%[16].
- Вибори Президента України 2010 (другий тур): зареєстровано 842 виборці, явка 26,37%, з них за Віктора Януковича — 74,32%, за Юлію Тимошенко — 22,52%[17].
- Парламентські вибори 2012: зареєстровано 843 виборці, явка 11,63%, найбільше голосів віддано за Партію регіонів — 37,76%, за УДАР — 32,65% та Всеукраїнське об'єднання «Батьківщина» — 22,45%.[18] В одномандатному окрузі найбільше голосів отримав Василь Петьовка (Єдиний Центр) — 47,66%, за Михайла Шелевера (Партія регіонів) — 34,58%, за Василя Дана (УДАР) — 8,41%[19].
- Вибори Президента України 2014: зареєстрований 851 виборець, явка 19,27%, з них за Петра Порошенка — 54,27%, за Юлію Тимошенко — 20,12%, за Олега Тягнибока — 11,59%[20].
- Парламентські вибори в Україні 2014: зареєстровано 864 виборці, явка 34,61%, найбільше голосів віддано за Блок Петра Порошенка — 47,83%, за Всеукраїнське об'єднання «Батьківщина» — 17,73% та Всеукраїнське аграрне об'єднання «Заступ» — 10,37%.[21] В одномандатному окрузі найбільше голосів отримав Василь Петьовка (самовисування) — 90,97%, за Володимира Айба (самовисування) проголосували 2,01%, за Василя Дем'янчука («Народний фронт») — 1,34%[22].
- Вибори Президента України 2019 (перший тур): зареєстровано 884 виборці, явка 19,91 %, найбільше голосів віддано за Олега Ляшка — 37,50 %, за Володимира Зеленського — 26,70 %, за Юрія Бойка — 11,93 %[23].
- Вибори Президента України 2019 (другий тур): зареєстровано 885 виборців, явка 12,54 %, найбільше голосів віддано за Володимира Зеленського — 72,97 %, за Петра Порошенка — 24,32 %[24].